# Potamorhina
Potamorhina es un género de peces de agua dulce de la familia Curimatidae y del orden de los Characiformes. Habitan en el norte y centro de Sudamérica, llegando por el sur hasta el centro-este de la Argentina. En las especies mayores la longitud total ronda los 30 cm.

## Taxonomía
Este género fue descrito originalmente en el año 1878 por el ictiólogo estadounidense Edward Drinker Cope.  
Especies
El género se subdivide en 5 especies:
- Potamorhina altamazonica (Cope, 1878)
- Potamorhina laticeps (Valenciennes, 1850)
- Potamorhina latior (Spix & Agassiz, 1829)
- Potamorhina pristigaster (Steindachner, 1876)
- Potamorhina squamoralevis (Braga & Azpelicueta, 1983)